# Ante Marković
Ante Marković (25. listopadu 1924 Konjic, – 28. listopadu 2011 Záhřeb) byl chorvatský podnikatel a poslední premiér SFRJ (oficiální titul byl předseda Nejvyššího svazového výboru). Funkci zastával od 16. března 1989 do 20. prosince 1991.

## Životopis
Vystudoval elektrotechniku na záhřebské technické univerzitě, poté strávil řadu let v národním podniku Rade Končar v Záhřebu. Úspěch firmy, která patřila k významným strojírenským podnikům v Jugoslávii a kterou později i řídil, mu zajistil politickou kariéru. V letech 1982–1986 se stal předsedou Nejvyšší rady SR Chorvatsko, v následujících dvou letech pak zastával i funkci republikového prezidenta. Etnickým původem byl bosenský Chorvat proslul hlavně jako stoupenec tržních reforem, které měly resuscitovat jugoslávské hospodářství v nepříliš šťastné chvíli.[zdroj?] Přesvědčením byl autentický Jugoslávec, odmítající nacionalismus.
Hospodářská situace SFRJ byla na konci 80. let velmi neuspokojivá. V roce 1987 země oznámila, že není schopna platit ohromné zahraniční dluhy, měna se hroutila (rostla inflace), životní úroveň klesala a od roku 1984 také přibývalo stávek – jevu v socialistické zemi nepříliš vídaného. Po rezignaci Branko Mikuliće nastoupil do premiérského křesla Ante Marković, který se rozhodl pro akční plán úspor a ozdravení ekonomiky. Ten počítal s měnovou reformou, zmrazením mezd i cen a s privatizací státních podniků, především bank.Jugoslávský dinár byl navázán na německou marku (což je praxe, ve které se v zemích bývalé Jugoslávie pokračuje dodnes).
Ekonomický pokles se však dařilo tlumit jen částečně. Kromě hospodářských obtíží, poklesu průmyslové výroby a zastaralosti domácích firem totiž Jugoslávii začaly tížit i problémy politické, hlavně etnické, které znemožnily pokračování další spolupráce. O těchto snahách Marković samozřejmě věděl a pokoušel se jim zabránit. Jako ekonom se však musel věnovat hlavně výdajové stránce jugoslávské politiky. I tam se ale jeho politika se dostala do sporu s plány tehdejšího srbského prezidenta Slobodana Miloševiće, který neměl velký zájem udržovat přísnou výdajovou disciplínu. Podle průzkumu veřejného mínění z jara 1990 však měl jeho reformní program podporu 79 % obyvatel SFRJ (nejvíce v BiH, 93 % a nejméně v Kosovu, 42 %).
Po rozpadu Svazu komunistů Jugoslávie v roce 1990 založil politickou stranu Savez reformskih snaga (svaz reformních sil), která sice získala v Bosně a Hercegovině asi 14% podporu, v ostatních republikách by však nezískala ani 5 % hlasů všech oprávněných voličů.
 Hlavní devizou nové strany i jeho samotného byl růst sebevědomí, který Jugoslávii krátce zaplavil při prvních pozitivnějších ekonomických výsledcích. Značné naděje do Markoviće vkládaly i západní státy, spolu s USA, které očekávaly, že nový jugoslávský premiér zemi vyvleče z dlouhodobé krize, způsobené četnými faktory. Nadšeni byli především z jeho optimismu, dynamiky a odhodlanosti. Hlavní díl popularity získaly ale nové strany s politiky, prosazujícími hlavně národní zájmy jednotlivých republik.
Namísto ekonomického vzestupu a restrukturalizace jugoslávského hospodářství však zemi čekaly jenom rostoucí do té doby neřešení spory, převážně národnostní povahy. Marković však vždy vystupoval na veřejnosti optimisticky a odmítal připustit vážnost situace. Rovněž odmítal, že dojde k vypuknutí války. Během ozbrojených střetů se pokoušel situaci řešit především uvalením zbrojního embarga na SFRJ. To poškodilo především Slovinsko a Chorvatsko, jejichž ozbrojené složky byly ve srovnání s jugoslávskou lidovou armádou nesrovnatelně hůře vyzbrojené. Pašování zbraní však ale nezabránit nemohl.
Po válce a rozpadu Jugoslávie se stáhl z veřejného života, na svoji funkci 19. prosince 1991 rezignoval.
Ante Marković zemřel v časných hodinách 28. listopadu 2011 po krátké nemoci ve věku 87 let. Pohřben byl v Dubrovníku. Jeho pohřbu se zúčastnil bývalý chorvatský prezident Stjepan Mesić, prezident Republiky srbské Milorad Dodik, filmař Emir Kusturica a mnoho dalších. Rodině Ante Markoviće kondoloval také chorvatský Sabor (parlament).